# Kalodu
Kalodu is een bestuurslaag in het regentschap Bima van de provincie West-Nusa Tenggara, Indonesië. Kalodu telt 688 inwoners (volkstelling 2010).